# Baby Sitter - Un maledetto pasticcio
Baby Sitter - Un maledetto pasticcio (Jeune fille libre le soir) è un film del 1975 diretto da René Clément al suo ultimo film.
Si tratta di una co-produzione tra Italia, Francia e Germania Ovest.

## Trama
Il rapimento del figlio di un ricco imprenditore  mette in discussione l'operato di una baby sitter che, vittima anche lei come il bambino di una tremenda vendetta, subirà situazioni a lei sfavorevoli. Presa da grandi rimorsi, si riscatterà salvando il bambino prima di chiudere con la vita terrena.